# تاتسورو كيمورا
تاتسورو كيمورا (باليابانية: 木村 龍朗) (24 يونيو 1984 في هيروشيما في اليابان – )؛ هو لاعب كرة قدم ياباني سابق كان يلعب كلاعب وسط.

## وصلات خارجية
- تاتسورو كيمورا على موقع رابطة كرة القدم اليابانية للمحترفين (اليابانية)
- تاتسورو كيمورا على موقع قاعدة بيانات كرة القدم.إي يو (الإنجليزية)
- تاتسورو كيمورا على موقع عالم كرة القدم.نت (الإنجليزية)